# Přehrada Sennar
Přehrada Sennar je přehrada na Modrém Nilu v jihovýchodní části Súdánu. Přesněji se nachází u města Sennar zhruba 260 km jihojihovýchodně od Chartúmu. Vybudována byla s přestávkami během let 1914 až 1925. Délka hráze činí 3 025 m. Výška hráze je 40 m. Celkový objem nádrže činil původně 800 mil. m³. Vlivem ukládání sedimentů se snížil zhruba na 500 mil. m³. V minulosti vedla po hrázi železniční trať vedoucí ze Sennaru do Kassaly, která je v současné době nefunkční.

## Využití

### Zavlažování
Přehrada je využívána především k zavlažování. Od hráze je část vod Modrého Nilu odváděna dvěma hlavními kanály o celkové maximální kapacitě 354 m³/s. Tyto až 60 m široké přivaděče se nazývají Managil a Gezira. Jejich prostřednictvím je přiváděna voda do zavlažovacích kanálů v oblasti Gezira, která se nachází mezi Bílým a Modrým Nilem, jižně od Chartúmu. Jedná se o jednu z nejrozsáhlejších zavlažovaných oblastí na světě. Plocha zavlažovaných polí, na kterých se pěstuje hlavně čirok, pšenice, bavlna, podzemnice olejná a zelenina (především cibule a rajčata), činila v 90. letech přes 880 tisíc ha půdy.

### Vodní elektrárna
Od roku 1962 je přehrada využívána také k výrobě elektrické energie. Elektrárna jejíž celkový výkon činí 15 MW je umístěna při levém břehu. Vybavena je dvěma Kaplanovými turbínami.

## Galerie

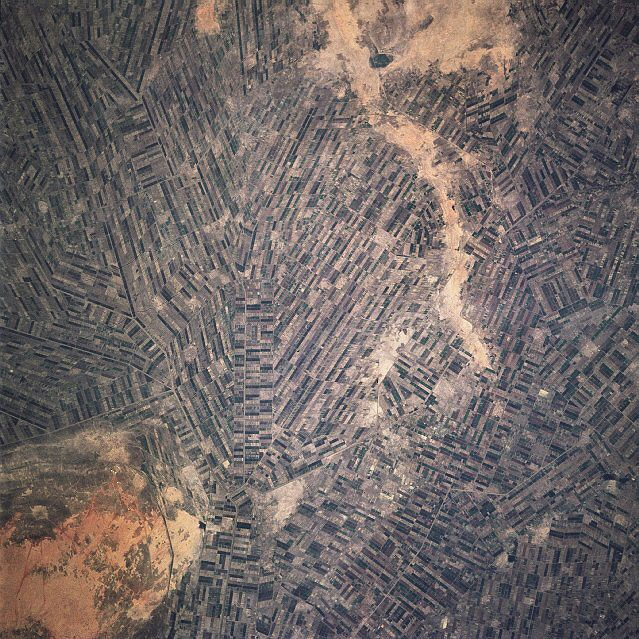
Satelitní snímek polí v oblasti Gezira
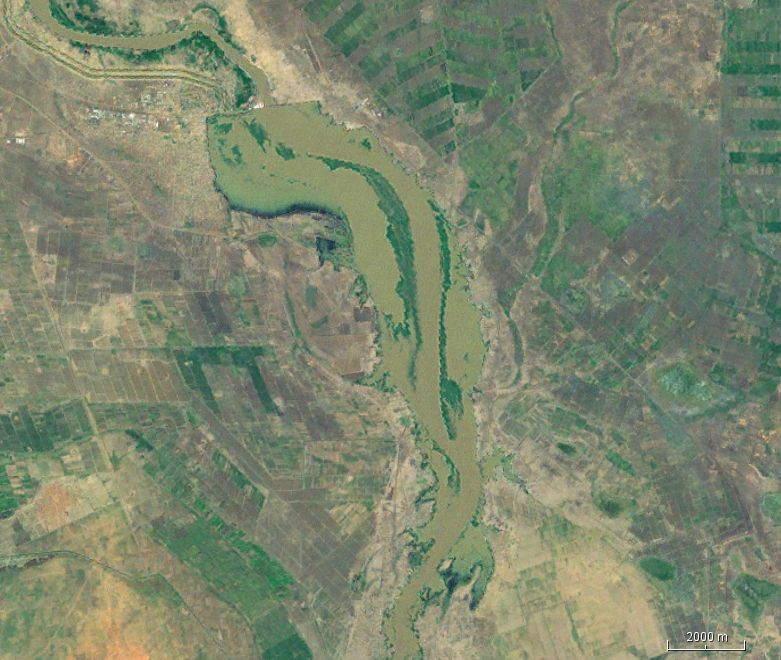
Satelitní snímek přehrady
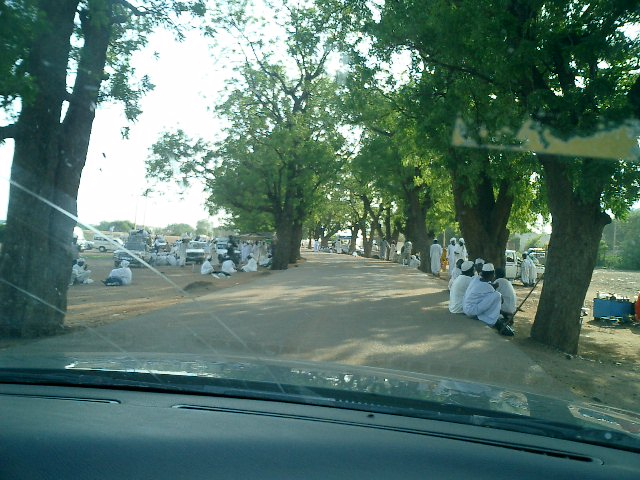
Příjezdová komunikace poblíž hráze